# Fjallsárlón
Fjallsárlón is een gletsjermeer aan het zuidelijke einde van de gletsjertong Fjallsjökull, een onderdeel van IJslands grootste gletsjer, de Vatnajökull.
Het gletsjermeer Fjallsárlón ligt niet ver van het nationale park Skaftafell en het bekendere en grotere Jökulsárlón. Van het gletsjermeer Breiðárlón stroomt er een kleine rivier in Fjallsárlón.